# Mesófita
Mesófitas (do grego clássico: μέσος, mesos, centro; e φυτόν, phytón, planta) é o termo usado em biologia para descrever as plantas que ocorrem em locais moderadamente húmidos. Ocupam uma posição intermédia entre as higrófitas e as xerófitas.

## Descrição
As mesófitas são plantas terrestres que não estão adaptadas a ambientes particularmente secos nem particularmente húmidos. São plantas que se encontram principalmente em latitudes temperadas e em regiões com flutuações regulares na disponibilidade de água. As plantas não necessitam de um local constantemente húmido e podem, por isso, sobreviver a períodos secos. As mesófitas dispõem de vários mecanismos de proteção para evitar a perda excessiva de água por dessecação. As raízes armazenam água, como é o caso das árvores de folha caduca, por exemplo. Nas plantas com bolbo, a água é armazenada no bolbo.
Um exemplo de um habitat mesofítico típico é um prado rural temperado, que pode conter espécies de géneros como Solidago e Trifolium e espécies como Leucanthemum vulgare e Rosa multiflora. Os mesófitos preferem solos e ar de humidade moderada e evitam solos com água parada ou com grande abundância de sais. Constituem o maior grupo ecológico de plantas terrestres e crescem geralmente em regiões de clima moderado a quente e húmido.

### Adaptações morfológicas e anatómicas
Os mesófitos não apresentam adaptações morfológicas específicas. Têm geralmente folhas largas, planas e verdes; um sistema radicular fibroso extenso para absorver a água; e a capacidade de desenvolver órgãos perenes, como cormos, rizomas e bolbos, para armazenar alimentos e água para utilização durante os períodos de maior secura.
Os mesófitos não têm qualquer estrutura interna especial. A epiderme é de camada única, geralmente com estomas evidentes. A abertura ou fecho dos estomas está relacionada com a disponibilidade de água. Em caso de abastecimento suficiente de água, os estomas permanecem abertos, enquanto que em caso de abastecimento limitado de água, os estomas são fechados para evitar a transpiração excessiva que conduz ao murchamento.
A casca destas plantas também as protege contra a desidratação. Durante longos períodos de seca, os mesófitos perdem as suas folhas para evitar uma secagem excessiva (abscisão). Isto inclui também a queda da folhagem no outono (ritmo foliar). As folhas das mesófitas não são completamente peludas na superfície e não têm revestimento de cera. Os estômatos estão frequentemente localizados na parte inferior da folha. Existem também espécies que vivem como plantas anuais nos desertos e florescem durante a estação das chuvas. Os mesófitos incluem também os musgos e as algas da zona intertidal.

### Propriedades
As mesófitas necessitam geralmente de um abastecimento de água mais ou menos contínuo. Têm geralmente folhas maiores e mais finas em comparação com as xerófitas, por vezes com um maior número de estomas na parte inferior das folhas. Devido à falta de adaptações particulares xeromórficas, quando são expostas a condições extremas, perdem água rapidamente e não são tolerantes à seca.
As mesófitas são, por isso, intermédias no uso e necessidades de água. Estas plantas são encontradas em condições médias de temperatura e humidade e crescem em solos que não têm encharcamento. As raízes dos mesófitos são bem desenvolvidas, ramificadas e dotadas de uma capa radicular. O sistema de rebentos é bem organizado. O caule é geralmente aéreo, ramificado, reto, espesso e duro. As folhas são finas, largas no meio, verde-escuras, de forma e medida variáveis.
Por exemplo, em tempo quente, podem sobreaquecer e sofrer de estresse térmico. Não têm adaptações específicas para ultrapassar esta situação, mas, se houver água suficiente no solo para o permitir, podem aumentar a sua taxa de transpiração abrindo os estomas, o que significa que algum calor é removido pela evaporação da água. No entanto, estas plantas só podem tolerar um solo saturado durante um período limitado sem temperatura do ar elevada.
Em tempo seco, podem sofrer de stress hídrico (perdem mais água por transpiração do que a que conseguem obter do solo). Mais uma vez, não têm adaptações específicas para ultrapassar este problema, e só podem responder fechando os estomas para evitar mais transpiração. Isto tem de facto alguns benefícios, uma vez que reduz a área de superfície das folhas exposta à atmosfera, o que reduz a evapotranspiração. 
Períodos prolongados de desidratação, no entanto, podem levar ao murchamento permanente, à plasmólise das células e à subsequente morte. Uma vez que os mesófitos preferem solos húmidos e bem drenados, a maioria das culturas são mesófitas. Alguns exemplos são os milhos, as cucurbitáceas e muitas outras culturas comuns das regiões temperadas e subtropicais.

## Galeria

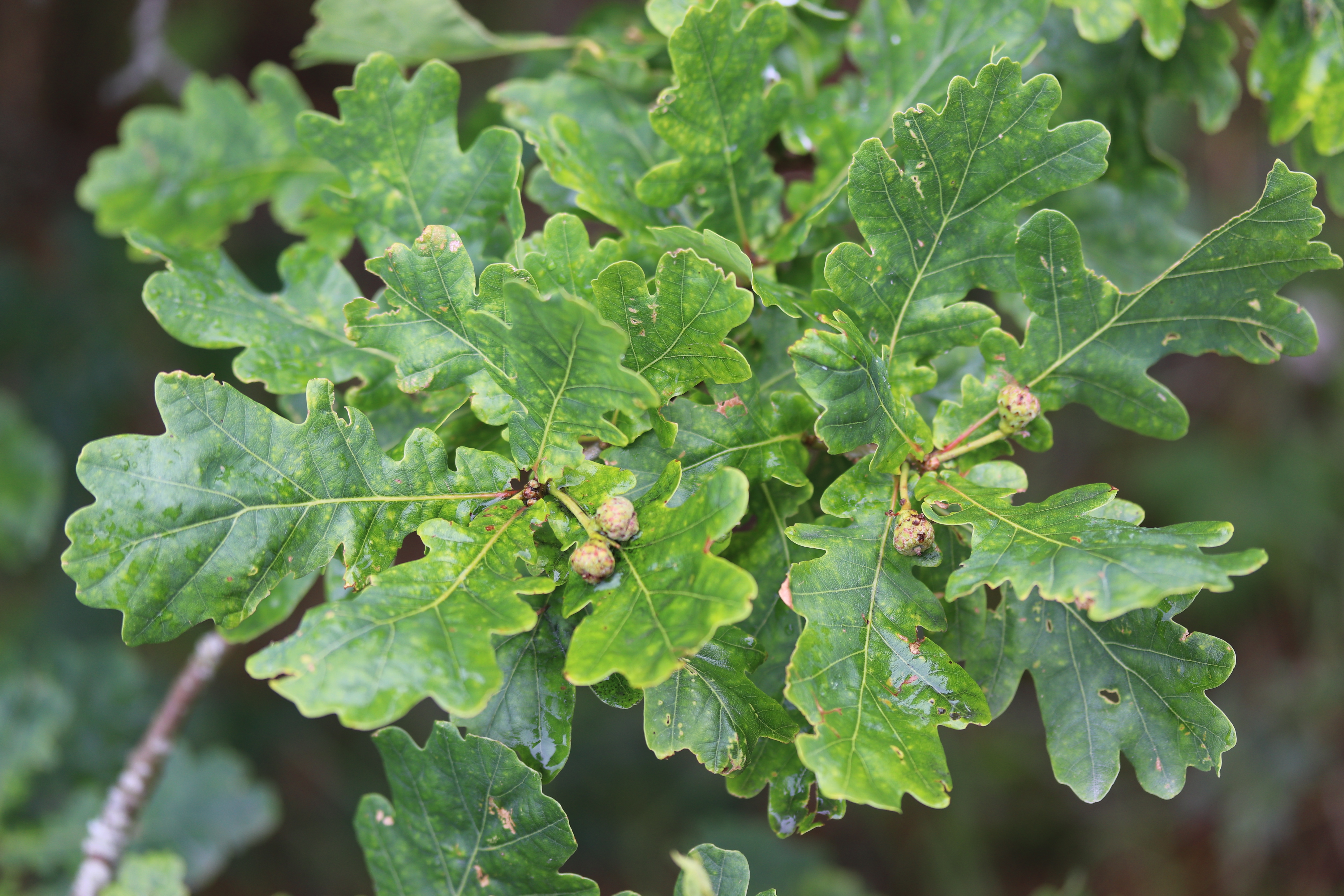
Quercus robur
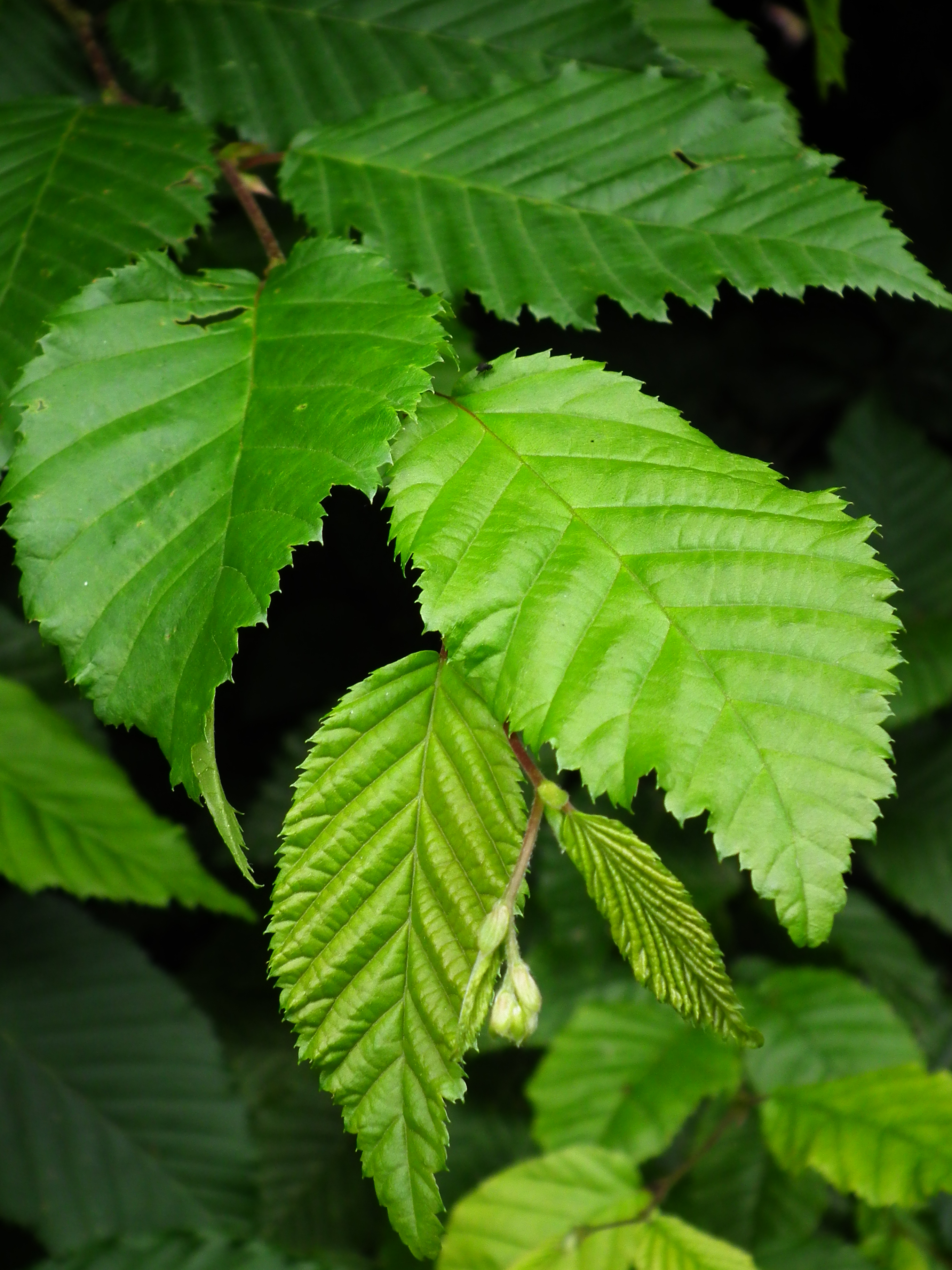
Carpinus betulus
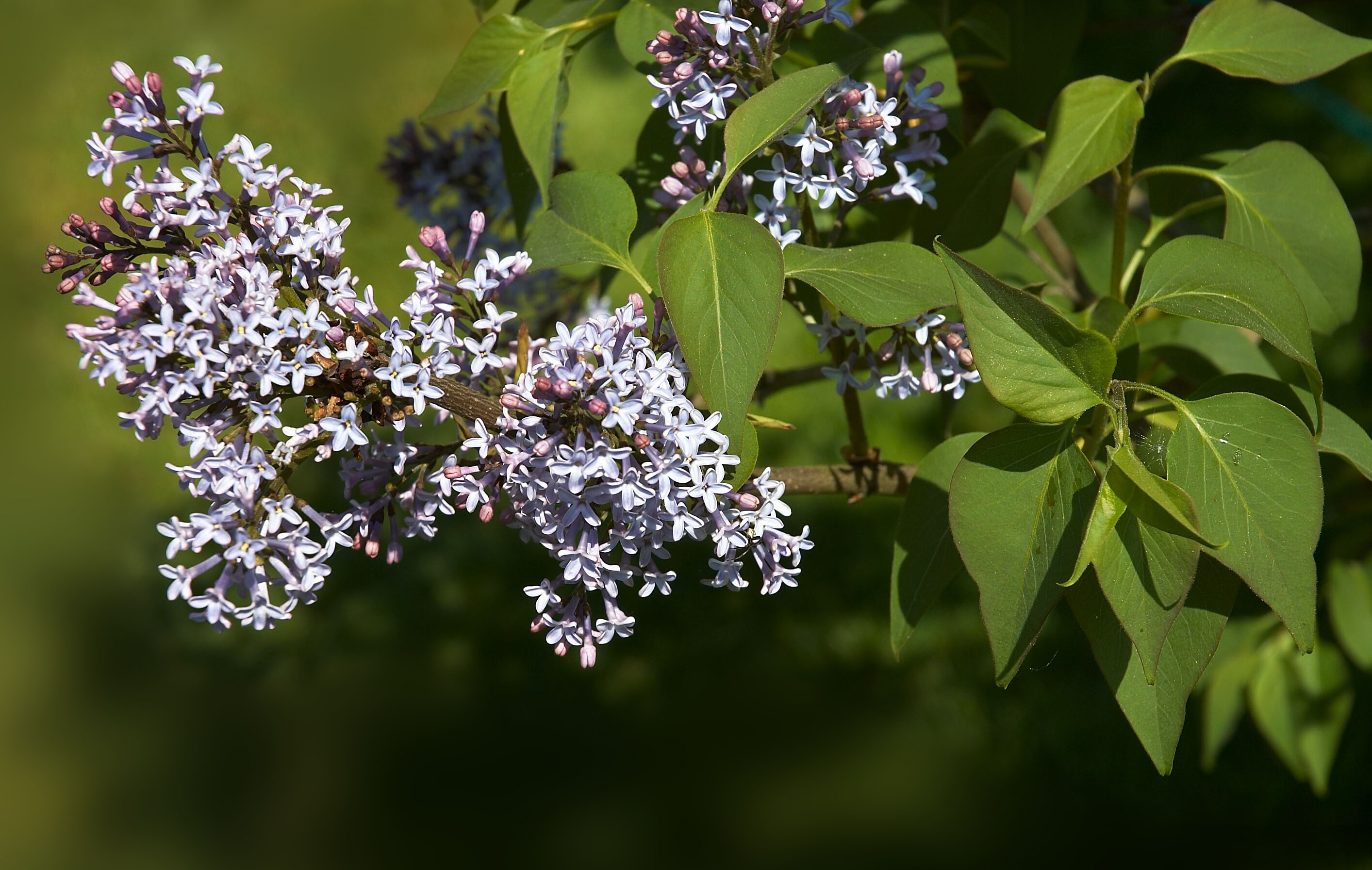
Syringa reflexa
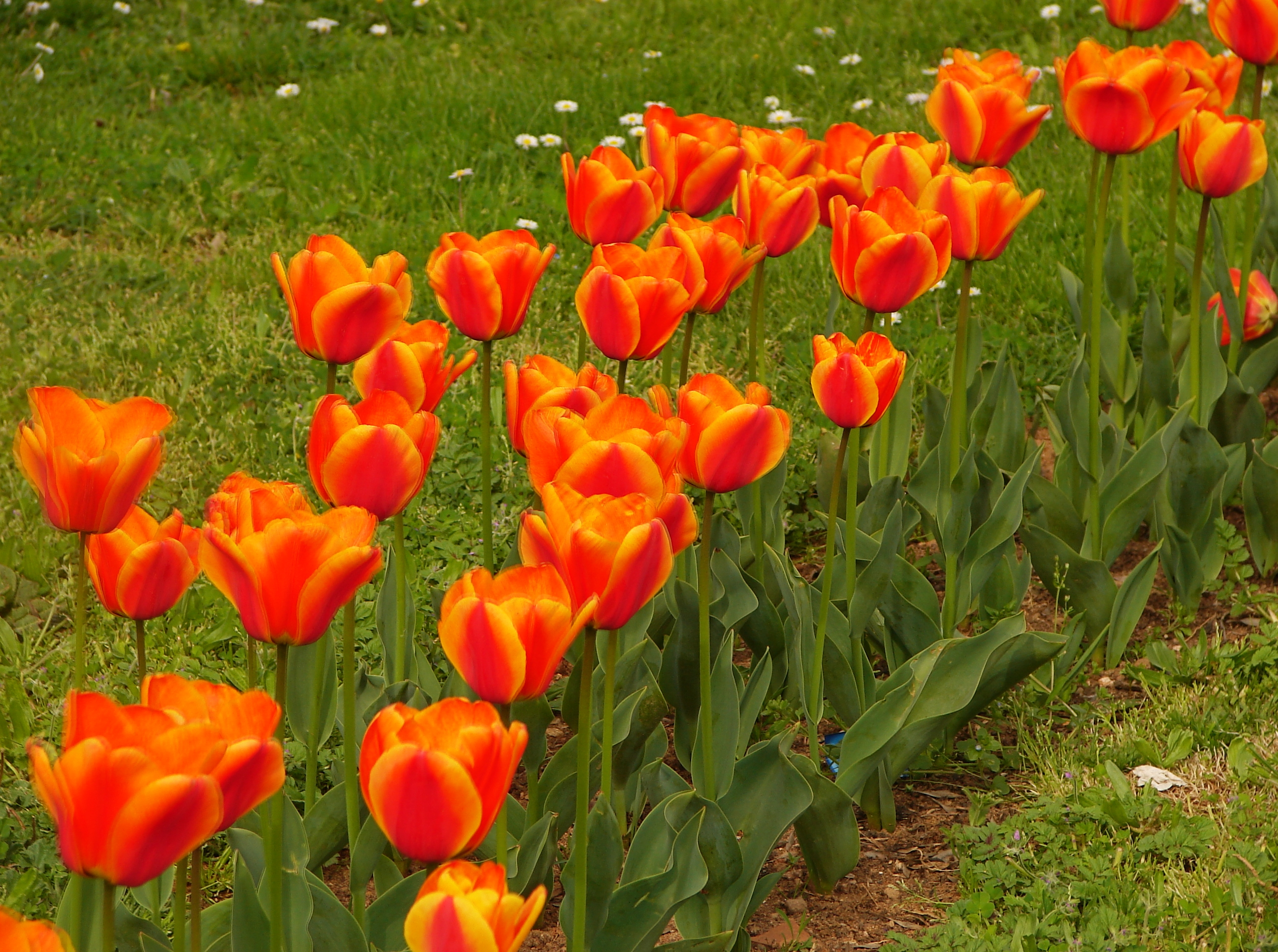
Tulipas.
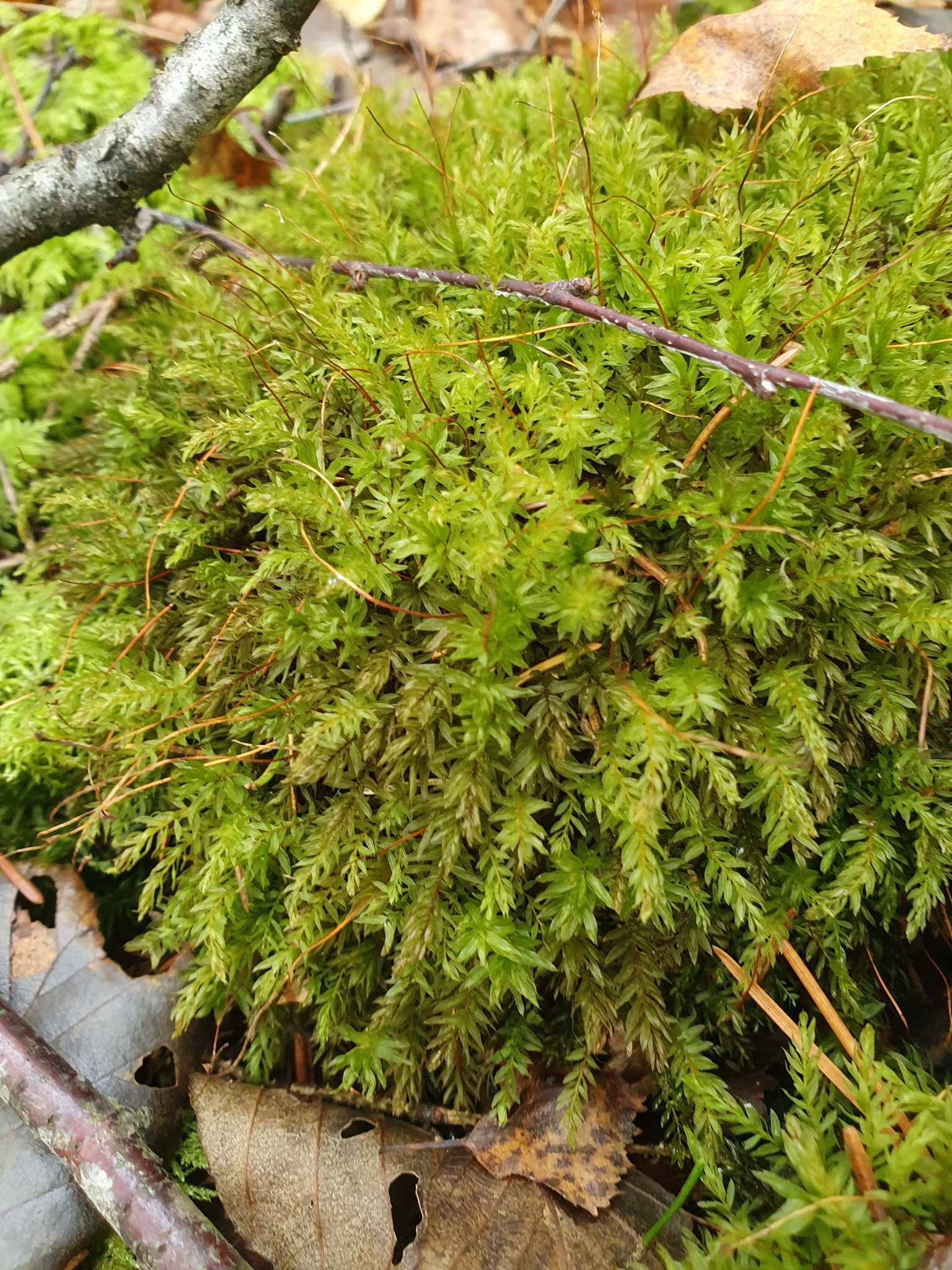
O musgo Mnium hornum
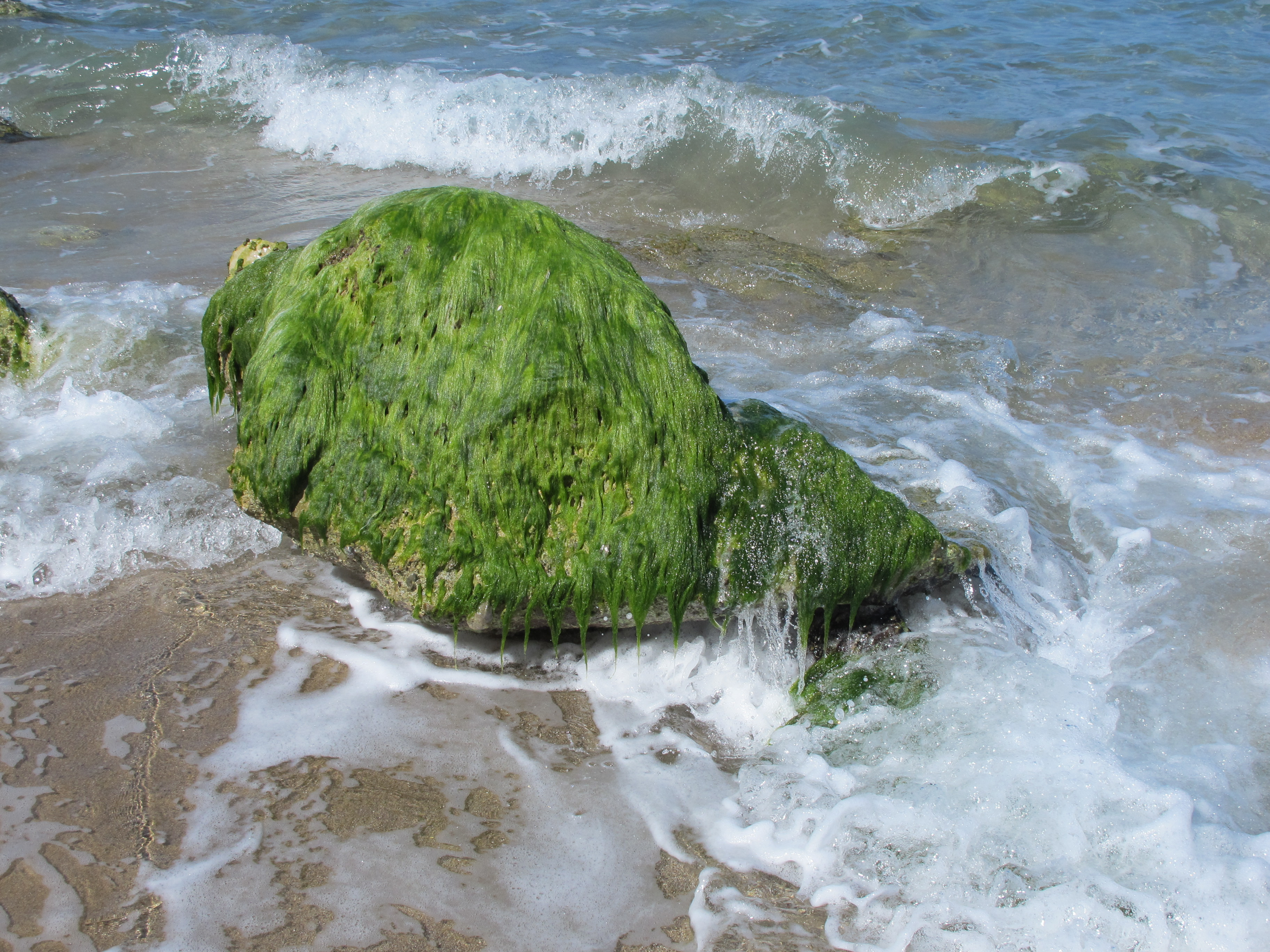
Algas